# Alasensaari (ö i Kajanaland)
Alasensaari är en ö i Finland. Den ligger i sjön Alasenjärvi och i kommunen Kuhmo i den ekonomiska regionen  Kehys-Kainuu  och landskapet Kajanaland, i den östra delen av landet, 500 km nordost om huvudstaden Helsingfors. Öns area är 3,2 hektar och dess största längd är 340 meter i nord-sydlig riktning.